# Нысанбаев, Абдималик Нысанбаевич
Абдималик Нысанбайулы (каз. Әбдімәлік Нысанбайұлы; 2 мая 1937, Сырдарьинский район, Кзыл-Ординская область — 21 февраля 2023) — советский и казахстанский философ, доктор философских наук (1977), профессор (1980), член-корреспондент Академии наук Казахской ССР (1989), заслуженный деятель науки и техники РК (1994), Заслуженный деятель науки Кыргызской Республики (1995), академик НАН РК (2003), лауреат премии им. Ч. Ч. Валиханова (1974), Государственной премии Казахской ССР (1984).

## Биография
В 1960 году окончил физико-математический факультет Кзыл-Ординского педагогического института.
В 1960 по 1991 год работал в Институте философии и права. Начал как старший лаборант, затем младший, старший научный сотрудник, заведующий отделом философских вопросов естествознания, директор Института философии и права. С 1991 года директор Института философии НАН РК.
С 1990 года профессор кафедры философии и методологии науки КазНПУ имени Абая. С 1994 года член Президиума ГАК РК.
В ноябре 2009 года выступил с открытым письмом против выселения Института философии РАН из его исторического здания в Москве на Волхонке.

## Основные научные работы
Автор 300 научных трудов, из них 15 монографий.
- Логико-гносеологический анализ науки. Алма-Ата, 1991(коллектив авторов).
- Социокультурные и мировоззренческие основания развития современной науки. Алма-Ата, 1993 (коллектив авторов).
- Философский анализ науки в контексте социокультурной трансформации общества. Алма-Ата, 1995 (коллектив авторов).
- Нысанбаев А. Н., Тулегулов А. К. Институт общественной политики в Казахстане (взгляд экспертов) (недоступная ссылка — история) // Социологические исследования. — М., 2001. — № 5. — С. 26—28.
- Мархинин В. В., Нысанбаев А. Н., Шмаков В. С. Модернизированные процессы в сельских локальных сообществах (Об одном совместном казахстанско-российском проекте) (недоступная ссылка — история) // Социологические исследования. — М., 2001. — № 12. — С. 53—58.
- Нысанбаев А. Н., Арынов Е. М., Бабакумаров Е. Ж. Республика Казахстан: социально-политический облик на пороге XXI века // Социологические исследования. — М., 1996. — № 8. — С. 57—65. Архивировано 26 октября 2006 года.
- Ешпанова Д. Д., Нысанбаев А. Н. Социальный портрет молодёжи в современном Казахстане (недоступная ссылка — история) // Социологические исследования. — М., 2004. — № 12. — С. 86—94.
- Абдумалик Нысанбаев. Философия взаимопонимания: ал-Фараби и перспективы казахстанской философии // Ишрак: ежегодник исламской философии: 2022. № 10. = Ishraq: Islamic Philosophy Yearbook: 2022. № 10. — М.: ООО «Садра», 2022 С.284-300.

## В культуре
- Режиссёр Калила Умаров. «Философ Нысанбаев», Производство: «Телекомпания Мир» 2004. Документальный фильм.

## Награды
- 1984 — Государственная премия КазССР
- 1994 — Заслуженный деятель науки Республики Казахстана
- 1995 — Заслуженный деятель науки Кыргызской Республики[2]
- 1998 — Государственная премия мира и прогресса Первого Президента — Лидера нации
- 1998 — Орден «Достык» 2 степени
- 1999 — Орден Турецкой Республики «За заслуги»
- 2004 — Орден «Парасат»[3]
- 2010 — Медаль Институт философии РАН «За вклад в развитие философии»